# Ксилокарпус гранатовый
Ксилокарпус гранатовый (лат. Xylocarpus granatum) — вид растений семейства Мелиевые (Meliaceae). Произрастает на менее затопляемых участках мангровых лесов.

## Описание
Вечнозелёное или опадающее на короткий период дерево высотой 7-15 м, ствол диаметром до 80 см, в нижней части укреплён досковидными корнями. Для корневой системы характерны многочисленные коленчатые корни, по форме напоминающие синусоиду. Листья очередные, перистые, цветки развиваются в пазушных соцветиях, опыляются насекомыми, бабочками. Корни растут неглубоко под поверхностью почвы, периодически поднимаясь над ней и погружаясь снова. Способствуют снабжению кислородом подземных частей.
Плоды коробочки, шарообразные, диаметр достигает 6 см, содержат примерно два десятка семян, раскрываются на дереве. Семена имеют губчатую пробкообразную оболочку, обеспечивающую им плавучесть и распространение морем на большие расстояния. Плоды красно-коричневые, очень похожи на гранат; плоды, которые не созрели, имеют зелёный окрас.

## Использование
Кора используется для дубления благодаря содержащемуся в ней танину. Древесина используется как строительный материал, для постройки лодок, для производства фанеры и на топливо. Кора и семена применяются в медицине. Использование древесины как строительного материала затрудняется тем, что крупные прямые стволы встречаются сравнительно редко, а также тем, что крупные деревья часто являются дуплистыми.